# Samuraisaus
Samuraisaus bestaat uit sambal en mayonaise. Het is een vrij hete saus die vooral bekend is in België en daar ook veelvuldig wordt genuttigd. De saus wordt geassocieerd met oosterse vechtsporten. Een voorbeeld van een tekst op een verpakking is: Een vurig pikante saus met tomatensmaak. Op basis van kwalitatieve dressing, paprika en rode pepers.
Het is mogelijk om zelf samuraisaus te maken door mayonaise en sambal oelek te mengen met een verhouding van drie eetlepels mayonaise en één theelepel sambal oelek. Hiermee valt naar smaak te variëren. Een saus met half om half mayonaise en sambal oelek wordt ook wel Harakirisaus genoemd.